# Sindoan-myeon
Sindoan-myeon (koreanska: 신도안면) är en socken i kommunen Gyeryong i Sydkorea. Den ligger i provinsen Södra Chungcheong, i den centrala delen av landet, 140 km söder om huvudstaden Seoul.